# Абдулмамбетово (Бурзянский район)
Абдулмамбетово (баш. Әбделмәмбәт) — деревня в Бурзянском районе Республики Башкортостан Российской Федерации. Центр Кипчакского сельсовета.

## География

### Географическое положение
Расстояние до:
- районного центра (Старосубхангулово): 46 км,
- ближайшей железнодорожной станции (Белорецк): 120 км.

## Население
| 2002 | 2009 | 2010 |
| ---- | ---- | ---- |
| 652  | ↗759 | ↘629 |

## Религия
В деревне есть мечеть.